# Železniční trať Hněvčeves–Smiřice

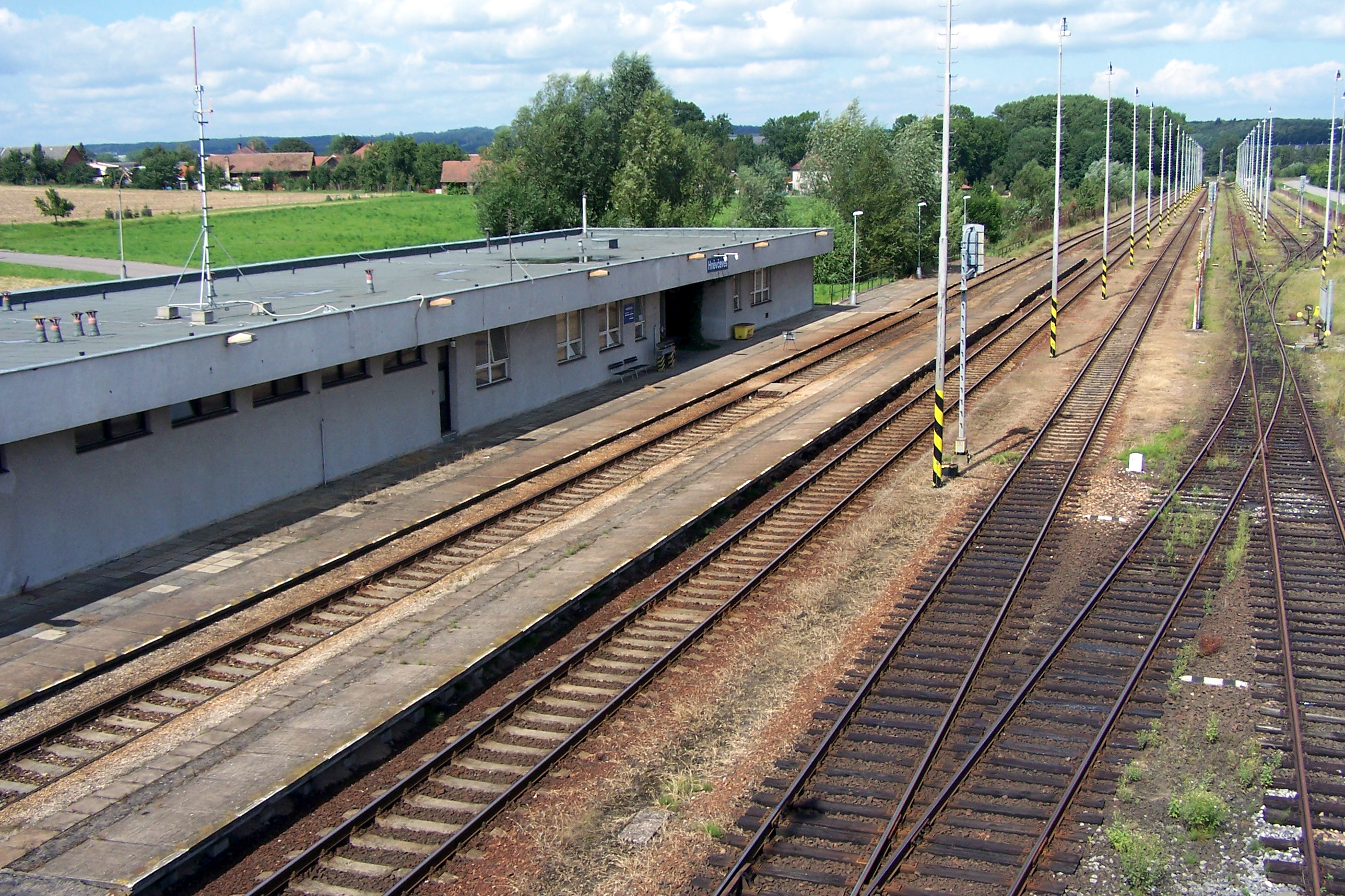
Železniční stanice Hněvčeves

Železniční trať Hněvčeves–Smiřice (v jízdním řádu byla označená číslem 046) je jednokolejná regionální trať.

## Historie
List povolení Františka Josefa Prvního daný ke stavbě a užívání lokomotivní železnice jakožto místní železnice s pravidelnou dopravou byl vydán dne 9. května 1881 společnosti Jihoseveroněmecká spojovací dráha. Koncesionáři se zavázali k okamžitému zahájení stavby a jejímu dokončení nejpozději 1. září 1882 včetně zahájení pravidelného provozu. V úseku Hněvčeves – Smiřice zastávka byl zahájen vlečkový provoz v roce 1881, o rok později byl zahájen pravidelný provoz.
Přímé vlaky do Smiřic (tedy i v úseku Smiřice zastávka – Smiřice) jezdily na tehdejší trati 56 od roku 1895 a v roce 1941 byla až do nádraží Smiřice položena samostatná kolej.
Železniční stanice v Hněvčevsi vznikla dodatečně, a to kvůli stavbě skladu dnešní firmy Čepro v sousední Cerekvici nad Bystřicí, jehož vlečka je do ní zapojena. Do té doby byla v Hněvčevsi pouze odbočka. Vlaky proto měly výchozí a konečnou stanici Sadová a takto byla trať uváděna v jízdních řádech.
Zajímavostí na trati je zastávka Havranec, která nikdy nebyla zprovozněna (v jízdním řádu je u názvu zastávky poznámka – zastávka otevřena ode dne vyhlášení).

## Provoz na trati
| období jízdního řádu                                                                 | číslo tratě a provozovaný úsek | počet vlaků                                       |
| ------------------------------------------------------------------------------------ | ------------------------------ | ------------------------------------------------- |
| 1900                                                                                 | 56 Sadová-Dohalice – Smiřice   | 3 Sm                                              |
| 1921 léto                                                                            | 146 Sadová-Dohalice – Smiřice  | 3 Sm                                              |
| 1928/29 zima                                                                         | 140 Sadová-Dohalice – Smiřice  | 3 N                                               |
| 1937/38 zima                                                                         | 164 Sadová – Smiřice           | 3 Os                                              |
| 1944/45                                                                              | 503k Sadová – Smiřice          | 4 Os                                              |
| 1945/46                                                                              | 3a Sadová – Smiřice            | 3 Os                                              |
| 1959/60                                                                              | 3a Sadová – Smiřice            | 3 Os Sadová – Hoříněves, 5 Os Hoříněves – Smiřice |
| 1988/89                                                                              | 046 Sadová – Smiřice           | 6 Os                                              |
| Vysvětlivky: Sm – smíšený vlak, N – nákladní vlak s přepravou osob, Os – osobní vlak |                                |                                                   |

## Navazující tratě

### Hněvčeves
- Trať 041 Hradec Králové hl. n. – Hněvčeves – Ostroměř – Jičín – Libuň – Turnov

### Smiřice
- Trať 031 Pardubice hl. n. – Pardubice-Rosice nad Labem – Opatovice nad Labem – Hradec Králové hl. n. – Smiřice – Jaroměř

## Současnost
Trať je od 12. prosince 2004 bez osobní dopravy, ale od jízdním řádu 2010/2011 jsou na trati vedeny nostalgické a výletní vlaky. Číslem trati 046 je od zavedení jízdního řádu 2018/2019 nově vyznačený úsek Stará Paka – Lomnice nad Popelkou.